# Phobocampe meridionator
Phobocampe meridionator là một loài tò vò trong họ Ichneumonidae.